# Teng Ja-pching
Teng Ja-pching (čínsky pchin-jinem Dèng Yàpíng, znaky 邓亚萍; 6. února 1973, Čeng-čou) je bývalá čínská stolní tenistka.
Je držitelkou čtyř zlatých olympijských medailí, dvou ze singlu (Barcelona 1992, Atlanta 1996) a dvou ze čtyřher na stejných hrách. Krom toho má devět titulů mistryně světa a je pětinásobnou vítězkou světového poháru. Pingpong začala hrát v pěti letech, ve třinácti prvně vyhrála národní mistrovství. Cestu do reprezentace jí zkomplikovala výška (jen 150 centimetrů), ale nakonec se prosadila. V roce 1999 byla zvolena největším čínským sportovcem 20. století.  Po skončení hráčské kariéry byla novinářkou a posléze si založila vlastní firmu pro obchod se sportovními potřebami.